# Acrida propinqua
Acrida propinqua är en insektsart som beskrevs av Burr 1902. Acrida propinqua ingår i släktet Acrida och familjen gräshoppor. Inga underarter finns listade i Catalogue of Life.